# I'm Not Alone
I'm Not Alone is een nummer van de Schotse dj Calvin Harris uit 2009. Het is de eerste single van zijn tweede studioalbum Ready for the Weekend.
Het nummer had het meeste succes in België, Denemarken, Ierland, en Harris' thuisland het Verenigd Koninkrijk. In het Verenigd Koninkrijk haalde "I'm Not Alone" de nummer 1-positie. Hoewel het in Nederland slechts de 5e positie in de Tipparade haalde, wist het nummer in de Vlaamse Ultratop 50 de 13e positie te bereiken.